# كأس إيطاليا 1970–71
1970-1971 كأس إيطاليا هو الموسم 24 من كأس إيطاليا. أقيم خلال الفترة 30 أغسطس 1970 وحتى 27 يونيو 1971، وأشرف على تنظيمه Lega Nazionale Professionisti ‏، وكان عدد الأندية المشاركة فيه 36، وفاز فيه نادي تورينو.